# G. & S. Merz

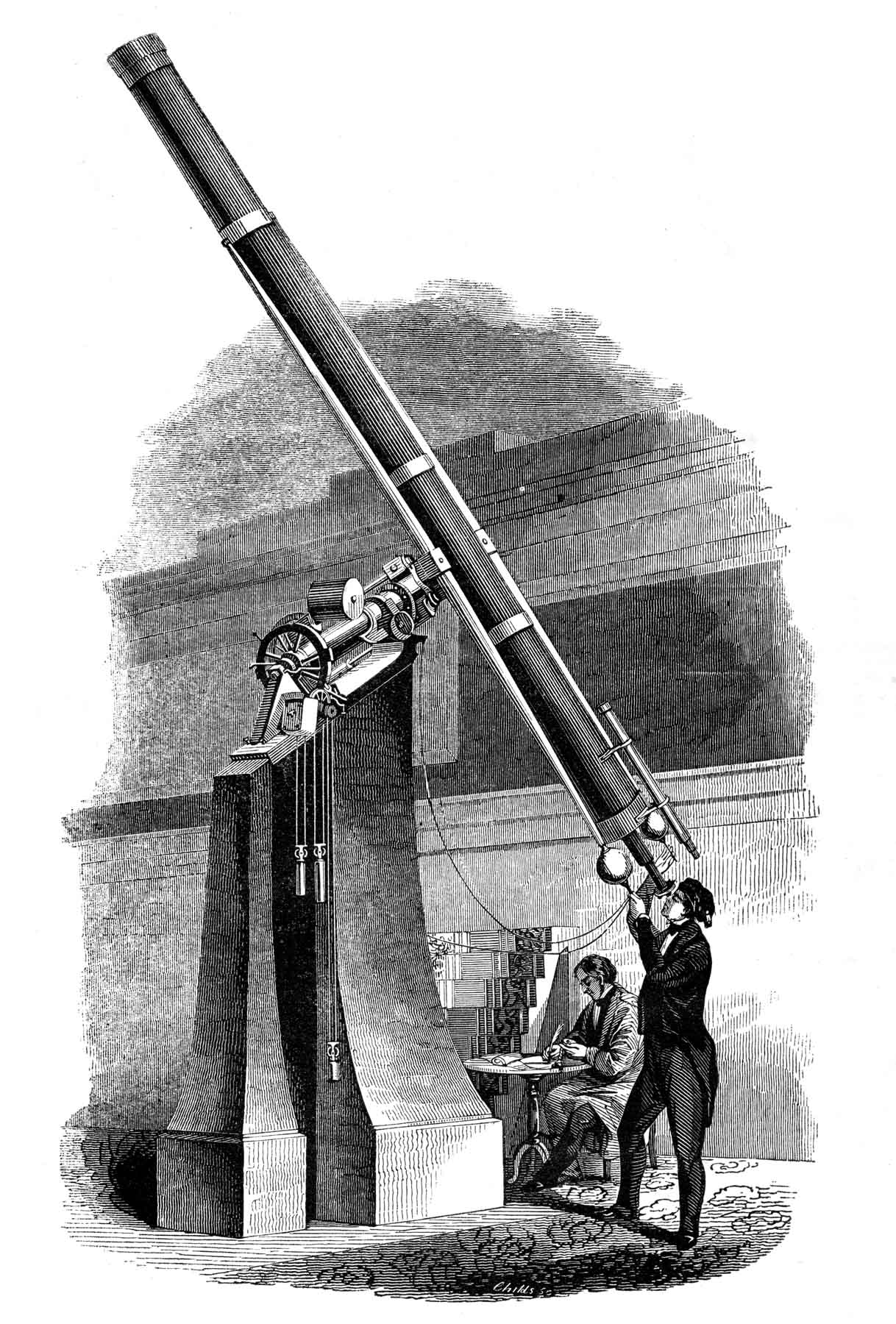
Observatorio de Cincinnati, G. & S. Merz. (ilustración procedente de Smith's Illustrated Astronomy, 1848)

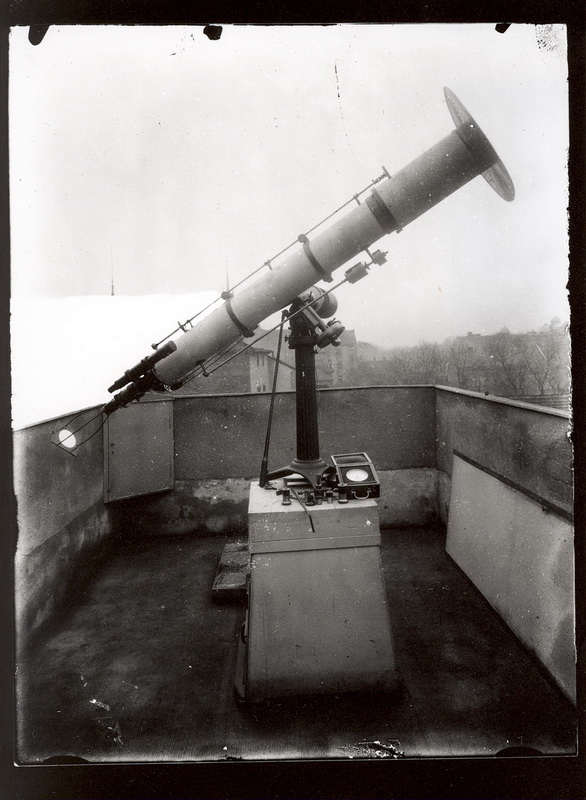
G. & S. Merz 160/1790 1912-1930.

La empresa alemana G. & S. Merz («Georg und Sigismund Merz»), con sede en Múnich, estuvo activa (con distintos nombres) produciendo telescopios entre 1793 y 1867.······
Georg Merz y Joseph Mahler se hicieron cargo de la empresa Utzschneider y Fraunhofer en 1839. Tras la muerte de Mahler, Merz continuó el negocio con sus hijos. Después de 1858 la empresa fue conocida como G. & S. Merz, y fue uno de los más renombrados fabricantes alemanes de microscopios e instrumentos ópticos y astronómicos de la segunda mitad del siglo XIX, encontrándose sus telescopios en numerosos observatorios astronómicos de todo el mundo.

## Realizaciones
- El Observatorio Astronómico de Quito[8] posee un telescopio refractor G. & S. Merz (24 cm) sobre una montura ecuatorial, ubicado en la Escuela Politécnica Nacional, EPN.

- El Observatorio de Cincinnati,[9] el observatorio profesional más antiguo en los Estados Unidos, dispone de un telescopio refractor G. & S. Merz (27.94 cm) de 1845 en Cincinnati, Ohio.[10][11][12]

- El Real Observatorio de Greenwich[13] tiene un Telescopio refractor Jacob Merz (31.75 cm) de 1858, localizado en la ciudad de Greenwich, Inglaterra, en un distrito de Londres.[14]

- El Observatorio Astronómico de Brera[15] aloja un telescopio refractor ecuatorial Merz (21,8 cm) de 1862, comprado por el Gobierno de Italia.